# Юникити
„Юникити“ (на английски: Unikitty!; стилизирано UniKitty!) е анимационен телевизионен сериал, продуциран от The Lego Group и Warner Bros. Анимация за Cartoon Network с участието на едноименния герой от LEGO: Филмът.

## Герои
- Принцеса Юникити (озвучена от Тара Стронг) – принцесата на Уникингдом, която е хибрид на котка и еднорог. Тя е много щастлива, игрива, сладка и оптимистична, но има ядосана страна, която понякога се опитва да контролира. Тя е била преди това озвучена от Алисън Бри в оригиналния филм.
- Принц Пъпикорн (озвучен от Грей Грифин) – по-малкият брат на Unikitty, хибрид на мопс и еднорог. Понякога той е безсмислен и мрачен, но е и лоялен и с добро сърце.
- Д-р Фокс (озвучен от Кейт Микучи) – червена лисица, която е резидентният учен на замъка, чиито експерименти и изобретения могат да създават и решават проблеми.
- Роботи на д-р Фокс – малки роботи, които работят за д-р Фокс.
- Хаукодил (озвучен от Роджър Крейг Смит) – надежден бодигард на Unikitty, хибрид на ястреб и крокодил, който има „мачо“ личност и изглежда се влюбва в д-р Фокс. Той се обучаваше да бъде боец в Гората за действие.
- Ричард (озвучен от Роджър Крейг Смит) – сива Lego тухла в мащаб 1x3, който е кралски съветник на Unikitty и пазачът на собствеността на замъка. Той говори с тъп монотонен глас и често е гласът на разума, въпреки че другите го намират за скучен да слуша.

## В България
В България сериалът започва излъчване по локалната версия на Cartoon Network на 4 май 2018 г.

### Нахсинхронен дублаж
| Роля           | Изпълнител       |
| -------------- | ---------------- |
| Юникити        | Златина Тасева   |
| Пъпикорн       | Никол Султанова  |
| Хаукодил       | Мартин Димитров  |
| Ричард         | Атанас Сребрев   |
| Д-р Фокс       | Николина Петрова |
| Сърдитко Кисел | Владимир Зомбори |
| Брок           | Виктор Иванов    |

| Обработка           | студио „Про Филмс“              |
| ------------------- | ------------------------------- |
| Режисьор на дублажа | Евгения Ангелова                |
| Преводачи           | Лора Станоева Цветелина Петкова |